# Louis Longequeue
Louis Longequeue est un homme politique français, appartenant au PS, né le 30 novembre 1914 à Saint-Léonard-de-Noblat (Haute-Vienne) et mort le 11 août 1990 à Limoges.
Homme clé de la vie politique limougeaude pendant trois décennies, il est principalement connu pour avoir été maire de Limoges de 1956 à 1990.

## Biographie

### Origines familiales
Louis Longequeue naît dans une famille d'instituteurs. Il a deux frères aînés. Son père, Pierre Longequeue, né en 1884 à Saint-Just-le-Martel, meurt au front de la Première Guerre mondiale. Sa mère, Marie Élodie Jeanne Charbonniaud (1883-1970), est originaire du village de Nieul. Il effectue sa scolarité à l'école du Pont de Noblat, dans sa commune natale de Saint-Léonard-de-Noblat, puis poursuit ses études secondaires au lycée Gay-Lussac de Limoges. Il suit ses études de pharmacie à l'école de médecine de Limoges, puis à la faculté de Paris. Il est appelé à l'armée en 1937.
Durant l'Occupation, il s'engage dans la Résistance. Il est membre du Comité médical de la Résistance de la Haute-Vienne.

### Carrière professionnelle
Après sa démobilisation en 1940, Louis Longequeue s'installe comme pharmacien d'officine, dans le quartier de la Cité des Coutures. Il dirige ensuite un laboratoire d'analyses médicales.

### Carrière politique

#### Débuts
Louis Longequeue adhère en 1932 aux Jeunesses socialistes, puis à la SFIO. En 1944, il est secrétaire du comité de Libération de Limoges, puis intègre la municipalité provisoire dirigée par le résistant communiste et libérateur de la ville Georges Guingouin.
Il devient le huitième adjoint de Léon Betoulle en 1947 ; il est alors chargé de l'instruction publique, et donc précisément de l'agrandissement du réseau scolaire, rendu nécessaire par le baby-boom. 

#### Maire de Limoges
C'est le 10 décembre 1956, à la mort de son prédécesseur, qu'il est élu maire de Limoges par 21 voix sans même avoir posé sa candidature. Il le reste jusqu'en 1990.
Il entreprend dans la ville de grandes opérations de modernisation : il est notamment à l'origine de la création des réseaux d'eau avec la station de la Bastide, d'assainissement avec la station de traitement du bord de Vienne, d'éclairage public, ainsi que de l'université de Limoges, de la BFM, du CHRU, du lac d'Uzurat et de nombreux espaces verts, de l'aéroport, de la majorité des grands ensembles de logements sociaux (Beaubreuil, la Bastide, l'Aurence), du premier parking souterrain, de l'opéra-théâtre, du projet de technopole Ester, et du palais des sports de Beaublanc où évolue le Limoges CSP, situé dans le parc des sports de la ville de Limoges.
Ces grands travaux sont parfois critiqués[Par qui ?], comme les immeubles et les aménagements brutaux de la place de la République (destruction d'une partie des vestiges de l'ancienne abbaye Saint-Martial) ou du site de l'ancienne abbaye de La Règle près de la cathédrale Saint-Étienne. Cependant, devant l'émotion suscitée par ses destructions, il sait infléchir cette politique[réf. nécessaire], parfois sous la pression d'associations (voir Frairie des Petits Ventres), et permet le sauvetage et la mise en valeur de certains sites et quartiers historiques (rue de la Boucherie, quartier du Temple, crypte Saint-Martial).
La fin de sa carrière politique est marquée par la maladie. En mars 1990, il s'absente de la mairie, et meurt en août.

#### Autres mandats
Durant sa carrière politique, Louis Longequeue est aussi député de Haute-Vienne de 1958 à 1977, sénateur de 1977 à 1990 président du conseil régional du Limousin de 1981 à 1986.

### Hommages
À Limoges, une rue qui longe l'hôtel de ville porte son nom. 

## Détail des mandats et fonctions

### Au Sénat
- 6 octobre 1977[5] — 11 août 1990 : Sénateur de la Haute-Vienne

### À l’Assemblée nationale
- 9 décembre 1958 – 6 octobre 1977 : député de la 3e circonscription de la Haute-Vienne

### Au niveau local

#### Conseil régional
- 1981 — 1986 : président du conseil régional du Limousin

#### Conseil général
- 1951 — 1982 : conseiller général du canton de Limoges-Ouest puis de Limoges-Landouge.

#### Conseil municipal
- 10 décembre 1956[6] — 11 août 1990 : maire de Limoges